# Antonio De Bellis (pittore)

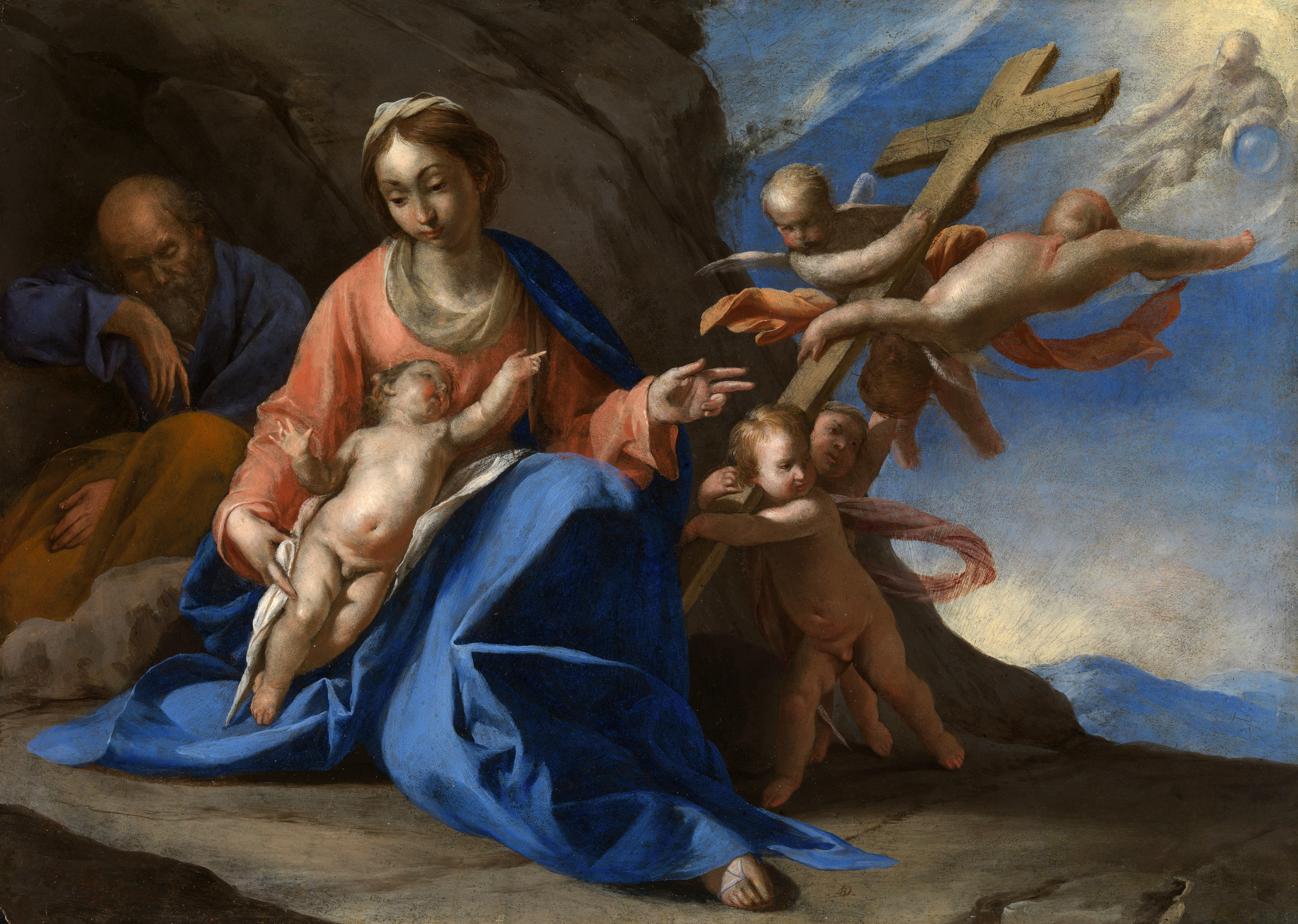
Riposo durante la fuga in Egitto

Antonio De Bellis (fl. XVII secolo) è stato un pittore italiano, attivo a Napoli tra il 1630 ed il 1660 circa.

## Biografia

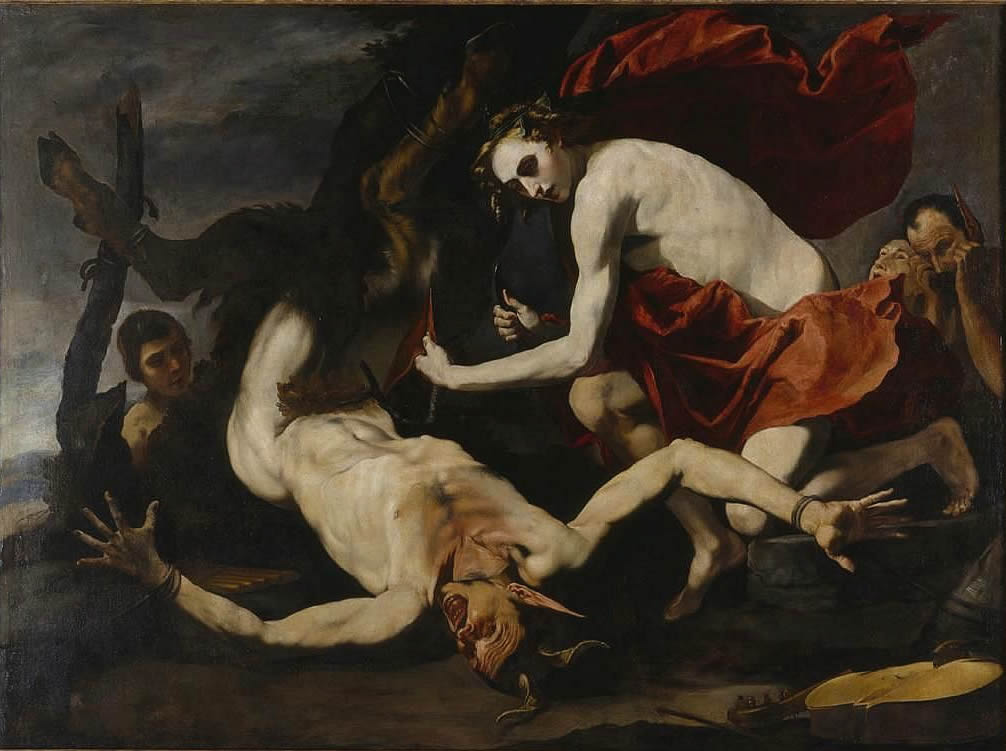
Marsia scorticato, Ringling Museum of Art, Sarasota

È documentato con certezza solo nel ciclo di tele con Storie di San Carlo Borromeo, realizzato tra il 1636 ed il 1640 per la Chiesa di San Carlo alle Mortelle a Napoli.
Molto vicino a Bernardo Cavallino e spesso confuso con quest'ultimo (ad esempio nel Buon Samaritano e in Lot e le figlie, ora nella collezione Lodi a Campione d'Italia), De Bellis fu uno dei più dei più originali allievi di Massimo Stanzione, ma subì l'influsso di Jusepe de Ribera, sviluppando una propria linea sia nelle composizioni per committenti religiosi, sia in storie sacre per collezionisti. Nelle sue ultime opere, create tra il 1657 ed il 1660, si afferma una stanca svolta classicista, come ad esempio  nella Madonna e Santi, opera siglata presente nel Convento dei Domenicani di Ragusa di Dalmazia o nella Trinitas Terrestris, opera siglata ora nella Chiesa della Madonna di Sünj a Lopud.